# Nikolái Yákovlev
Nikolái Feofánovich Yákovlev, a menudo escrito como Jakovlev, (en ruso: Николай Феофанович Яковлев) ( 1892-1974) fue un lingüista ruso. Es particularmente conocido por su trabajo en el desarrollo de un alfabeto para escribir los idiomas de la Unión Soviética desde el período de la Revolución de Octubre hasta 1935.
Como otros lingüistas soviéticos, por ejemplo Yevgueni Polivánov, trabajó en la escritura e intercomunicación de las lenguas túrquicas, cuando vieron una unificación imposible se pasó a proponer otra solución: un alfabeto túrquico unificado.